# Raffaele Testa
Raffaele Testa (Barra (Napoli), 24 ottobre 1907 – Javorak-Nikšić, 2 maggio 1943) è stato un presbitero e militare italiano, medaglia d'argento al valor militare.
Ordinato sacerdote il 26 marzo 1932 dal Cardinale Alessio Ascalesi, il giorno successivo celebrò la sua prima Messa nella Chiesa dell'Ave Gratia Plena di Barra, dove era stato battezzato venticinque anni prima.
Molto impegnato nella missione evangelica dei giovani dell'Azione Cattolica, fu persona di riferimento dei marinaretti a Portosalvo a Napoli, dei colonisti della Geremicca, degli alunni in quanto insegnante di Religione al liceo classico Antonio Genovesi e negli Istituti Tecnici. 
Nel 1933 il suo apostolato acquista il suo marchio distintivo, divenne infatti Cappellano militare in servizio permanente e tra i soldati diffonde l'amore per il Signore e la devozione filiale per la Vergine di Pompei. 
Allo scoppiare della Seconda guerra mondiale, Don Raffaele Testa partecipò alla campagna italiana di Grecia e a quella montenegrina al seguito del 14º Reggimento "Ferrara" degli Artiglieri. Fu proprio per portare conforto ai "suoi" soldati che morì a Javorak-Niksic il 2 maggio 1943 quando aveva 36 anni.
L'8 giugno 1953 gli fu assegnata la Medaglia d'Argento al Valor Militare. Le spoglie furono traslate dal Montenegro a Napoli, dove hanno trovato sepoltura nel cimitero di Barra, il 1º marzo 1962. 
Lo ricorda una lapide posta sulla facciata del palazzo dove nacque, in Corso Sirena 370.